# Tricyclea claripennis
Tricyclea claripennis är en tvåvingeart som beskrevs av Seguy 1933. Tricyclea claripennis ingår i släktet Tricyclea och familjen spyflugor. Inga underarter finns listade i Catalogue of Life.